# Арабија Феликс
Arabia Felix (лит.Fertile Arabia (Плодна Арабија); такође антички грчки: Еудаимон Арабиа) је латинско име које су раније користили географи да би описали јужни део Арабијског полуострва и Јужне Арабије.

## Назив
Термин "Плодна Арабија" је превод латинског "Арабија фелика". Феликс значи "плодно, плодно" али и "срећно, срећно, благословено". Арабија Феликс била је једна од три региона у којима су Римљани поделили Арабијско полуострво: Пустињска Арабија, Арабија Феликс и Арабија Петре.

## Објашњење
Југо-западни угао полуострва, који је у то доба имао више падавина, био је много зеленији од остатка полуострва и дуго је уживао у продуктивнијим пољима. Високи врхови и падине су способни да подрже значајну вегетацију и речна корита зване вади који су помагали да и друго земљиште постане плодно.
Године 26. п. н. е. Аелије Галије је под Августовом налогу предводио војну експедицију у Арабији Феликс који је завршио пораз римских трупа.
Део оног што је довело до богатства и значаја Арабије Феликс за древни свет био је скоро монопол над трговином циметом и зачина, како његових производа и увоза из Индије и рога Африке.

## Еудаемон
У 1. веку пре нове ере, арабијски град Еудаемон (обично идентификован са лучком Аденом) у Арабији Фелик, био је претовори у трговини Црвеног мора. Описан је у Периплусу Еритрејског мора (вероватно 1. век) тако да је пао у тешка времена. О пристрасном називу луке смо читали у периплусу тако да је
Еудаемон Арабија је некада била пуноправни град, пошто бродови из Индије нису ишли у Египат, а Египћани се нису усудили да оду на удаљенија места, али су отишли само оволико далеко.
Нови развој у трговини током I века наше ере избегао је посреднике у Еудаемону и направио храбар и директан прелазак са Арабијског мора на обалу Индије.